# Туранли Фергад Гардашкан Оглу
Туранли Фeргад Гардашкан Оглу — український історик азербайджанського походження, доктор історичних наук, професор.

## Біографія
Громадянин України Фeргад Туранли народився 26 грудня 1960 року в с. Чічеклі Сабірабадського краю Азербайджану. У 1977–1979, 1981– 1982 роки жив і працював в Баку. У 1979–1981 роках служив у лавах армії у Львові та Івано-Франківську (Україна). З вересня 1982 року жив і працював у Івано-Фрнуівську. Згодом працював в органах МВС України, зокрема в академії поліції. У 1986 році створив сім’ю, має доньку та онука. У 1992 році  закінчив історичний факультет Івано-Франківського державного педагогічного інституту імені Василя Стефаника за спеціальністю «Історія». В 1993–1996 навчався в аспірантурі Прикарпатського національного університету за спеціальністю «Всесвітня історія». У 1994–1996 роках і в жовтні 2001 року проходив практику в Стамбульському університеті та досліджував писемні джерела в турецьких архівах і бібліотеках, які стосуються теми його дисертації, а також вивчав османсько-турецьку палеографію, історію релігії та культури. У 1997 році захистив дисертацію на здобуття наукового ступеня кандидата історичних наук у спеціалізованій вченій раді Інституту української археографії та джерелознавства імені Михайла Грушевського Національної академії наук України, а в 2003 році закінчив докторантуру цього інституту. Досліджує проблеми історії міждержавних відносин України, зокрема з Туреччиною в період XVI–XVIII століть. 12 жовтня 2017 року захистив дисертацію на здобуття наукового ступеня доктора історичних наук за темою «Козацька доба історії України в османсько-турецьких писемних джерелах (друга половина XVI – перша чверть XVIII століття)» у вигляді монографії за спеціальністю 07.00.06 – історіографія, джерелознавство та спеціальні історичні дисципліни в спеціалізованій вченій раді Д 26.001.20 Київського національного університету імені Тараса Шевченка Міністерства освіти і науки України. 
В 1992 році закінчив Факультет історії, політології і міжнародних відносин ПНУ ім.Василя Стефаника. В 1996 році закінчив навчання в аспірантурі. Захистив кандидатську дисертацію. Тема: «Українсько-кримські відносини у середині ХVІІ ст. (за тюркськими історичними джерелами)» Науковий керівник Грабовецький Володимир Васильович.
У 1997 році отримав учений ступень канд. іст. наук звання доцента. У  2004 році отримав учене звання доцента. У 2007 році очолив Тюркологічний відділ Центру сходознавства.
В 2017 році захистив докторську дисертацію. Тема: «Козацька доба історії України в османсько-турецьких писемних джерелах (друга половина XVI – перша чверть XVIII століття)». 30 грудня 2019 року нагороджений Орденом Зірка Тенгрі. Працює на кафедрі загального та слов'янського мовознавства на факультеті гуманітарних наук Національний університет «Києво-Могилянська академія»

## Нагороди
- Орден Зірка Тенгрі 2019.